# Sommer-Paralympics 2012/Teilnehmer (Israel)
| stlisierte Goldmedaille | stlisierte Silbermedaille | stlisierte Bronzemedaille |
| ----------------------- | ------------------------- | ------------------------- |
| 1                       | 2                         | 5                         |

Israel entsandte zu den Paralympischen Sommerspielen 2012 in London (29. August bis 9. September) eine aus 25 Sportlern bestehende Mannschaft. Mit insgesamt acht Medaillen erreichte Israel Platz 45 im Medaillenspiegel
Fahnenträger war der sechsmalige Medaillenträger Doron Shaziri, der bei den Spielen seine siebte Medaille im Schießen gewann.

## Medaillengewinner

### Gold
| Name          | Sportart        | Wettkampf               |
| ------------- | --------------- | ----------------------- |
| Noam Gershony | Rollstuhltennis | Einzel – Quadriplegiker |

### Silber
| Name          | Sportart | Wettkampf                             |
| ------------- | -------- | ------------------------------------- |
| Doron Shaziri | Schießen | Freies Gewehr 50 Meter (SH1) – Männer |
| Koby Lion     | Radsport | Zeitfahren (H1) – Männer              |

### Bronze
| Name                          | Sportart        | Wettkampf                  |
| ----------------------------- | --------------- | -------------------------- |
| Inbal Pezaro                  | Schwimmen       | 50 m Freistil S5 – Frauen  |
| Inbal Pezaro                  | Schwimmen       | 100 m Freistil S5 – Frauen |
| Inbal Pezaro                  | Schwimmen       | 200 m Freistil S5 – Frauen |
| Itzhak Mamistvalov            | Schwimmen       | 200 m Freistil S2 – Männer |
| Noam Gershony Shraga Weinberg | Rollstuhltennis | Doppel – Quadriplegiker    |

## Teilnehmer nach Sportart

### Leichtathletik
| Athleten    | Wettbewerb   | Vorlauf / Vorkampf | Vorlauf / Vorkampf | Halbfinale   | Halbfinale | Finale       | Finale | Rang |
| Athleten    | Wettbewerb   | Zeit / Weite       | Rang               | Zeit / Weite | Rang       | Zeit / Weite | Rang   | Rang |
| ----------- | ------------ | ------------------ | ------------------ | ------------ | ---------- | ------------ | ------ | ---- |
| Frauen      |              |                    |                    |              |            |              |        |      |
| Gad Yarkoni | Marathon T12 | –                  | –                  | –            | –          | 3:01,51 h    | 13     | 13   |

### Radsport
| Athleten                                  | Wettbewerb          | Qualifikation | Qualifikation | Finals       | Finals | Rang   |
| Athleten                                  | Wettbewerb          | Zeit          | Rang          | Zeit         | Rang   | Rang   |
| ----------------------------------------- | ------------------- | ------------- | ------------- | ------------ | ------ | ------ |
| Frauen                                    |                     |               |               |              |        |        |
| Pascale Bercovitch                        | Straßenrennen H1    | LAP           | LAP           | LAP          | LAP    | LAP    |
| Pascale Bercovitch                        | 500 m Zeitfahren H1 | -             | -             | 38:49,22 min | 6      | 6      |
| Männer                                    |                     |               |               |              |        |        |
| Koby Lion                                 | Straßenrennen H4    | LAP           | LAP           | LAP          | LAP    | LAP    |
| Koby Lion                                 | Einzelzeitfahren H4 | -             | -             | 35:53,30 min | 2      | Silber |
| Nati Groberg                              | Straßenrennen H4    | -             | -             | 2:11,58 min  | 9      | 9      |
| Nati Groberg                              | Einzelzeitfahren H4 | -             | -             | 27:30,04 min | 7      | 7      |
| Gemischte Wettbewerbe                     |                     |               |               |              |        |        |
| Koby Lion Nati Groberg Pascale Bercovitch | Staffel H1-4        | LAP           | LAP           | LAP          | LAP    | LAP    |

### Reiten
| Athleten                    | Wettbewerb    | Punkte | Rang |
| --------------------------- | ------------- | ------ | ---- |
| Yonatan Dresler mit Ubelisk | Einzel III    | 65,333 | 10   |
| Yonatan Dresler mit Ubelisk | Einzel Kür Ia | 60,250 | 11   |

### Rollstuhltennis
| Quadriplegiker                |        |                   |               |                              |               |                                |               |                                                          |               |               |
| Noam Gershony                 | Einzel | Jamie Burdekin    | 3:6, 6:3, 6:3 | Bryan Barten                 | 6:1, 6:1      | Shraga Weinberg                | 6:0, 6:0      | David Wagner                                             | 6:2, 6:1      | Gold          |
| Boaz Kramer                   | Einzel | Giuseppe Polidori | 6:3, 6:2      | David Wagner                 | 3:6, 0:6      | ausgeschieden                  | ausgeschieden | ausgeschieden                                            | ausgeschieden | ausgeschieden |
| Shraga Weinberg               | Einzel | Marcus Jonsson    | 6:1, 6:2      | Peter Norfolk                | 3:6, 7:5, &:0 | Shraga Weinberg                | 0:6, 0:6      | Spiel um den 3. Platz: Nicholas Taylor                   | 6:1, 3:6, 4:6 | 4             |
| Noam Gershony Shraga Weinberg | Doppel | –                 | –             | Anders Hard & Marcus Jonsson | 6:1, 6:4      | Nicholas Taylor & David Wagner | 3:6, 6:7      | Spiel um den 3. Platz: Shota Kawano & Mitauteru Moroishi | 6:3, 6:1      | Bronze        |

### Rudern
| Frauen                       |                       |         |     |         |      |         |   |   |
| Moran Samuel                 | Einer                 | 5:45,47 | 3 R | 5:44,78 | 1 FA | 5:48,67 | 5 | 5 |
| Gemischt                     |                       |         |     |         |      |         |   |   |
| Reuven Magnagey Olga Sokolov | TA-Mixed-Doppelzweier | 4:18,45 | 6 R | 4:20,20 | 4 FB | 4:14,90 | 9 | 9 |

### Schießen
| Athleten      | Wettbewerb                                   | Qualifikation   | Qualifikation | Finale          | Finale | Ringe/ Scheiben | Rang |
| Athleten      | Wettbewerb                                   | Ringe/ Scheiben | Rang          | Ringe/ Scheiben | Rang   | Ringe/ Scheiben | Rang |
| ------------- | -------------------------------------------- | --------------- | ------------- | --------------- | ------ | --------------- | ---- |
| Doron Shaziri | Freies Gewehr 50 Meter (SH1) – Männer        | 1157            | 1             | 1252,4          | 2      | Silber          |      |
| Doron Shaziri | Freies Gewehr 50 Meter liegend (SH1) – Mixed | 589             | 4             | 691,8           | 6      | 6               |      |

### Schwimmen
| Athleten           | Wettbewerb            | Vorlauf     | Vorlauf | Finale        | Finale        | Rang          |
| Athleten           | Wettbewerb            | Zeit        | Rang    | Zeit          | Rang          | Rang          |
| ------------------ | --------------------- | ----------- | ------- | ------------- | ------------- | ------------- |
| Frauen             |                       |             |         |               |               |               |
| Inbal Pezaro       | 50 m Freistil S5      | 39,74 s     | 5       | 37,89 s       | 3             | Bronze        |
| Inbal Pezaro       | 100 m Brusr SB4       | 1:57,95 min | 4       | 1:56,73 min   | 4             | 4             |
| Inbal Pezaro       | 100 m Freistil S5     | 1:25,91 min | 5       | 1:22,56 min   | 3             | Bronze        |
| Inbal Pezaro       | 200 m Freistil S5     | 2:57,14 min | 2       | 2:56,11 min   | 3             | Bronze        |
| Inbal Schwartz     | 50 m Freistil S6      | 39,02 s     | 13      | ausgeschieden | ausgeschieden | ausgeschieden |
| Inbal Schwartz     | 50 m Schmetterling S6 | 39,26 s     | 3       | 39,89 s       | 5             | 5             |
| Inbal Schwartz     | 100 m Freistil S6     | 1:31,62 s   | 16      | ausgeschieden | ausgeschieden | ausgeschieden |
| Inbal Schwartz     | 100 m Rücken S6       | 1:44,43 min | 12      | ausgeschieden | ausgeschieden | ausgeschieden |
| Inbal Schwartz     | 50 m Freistil S7      | 38,30 s     | 12      | ausgeschieden | ausgeschieden | ausgeschieden |
| Inbal Schwartz     | 100 m Freistil S7     | 1:19,71 s   | 10      | ausgeschieden | ausgeschieden | ausgeschieden |
| Inbal Schwartz     | 400 m Freistil S7     | 5:48,43 min | 9       | ausgeschieden | ausgeschieden | ausgeschieden |
| Männer             |                       |             |         |               |               |               |
| Itzhak Mamistvalov | 50 m Freistil S2      | 1:08,73 min | 7       | 1:07,94 min   | 6             | 6             |
| Itzhak Mamistvalov | 100 m Freistil S2     | 2:26, 55 s  | 5       | 2:25,6 min    | 6             | 6             |
| Itzhak Mamistvalov | 200 m Freistil S2     | –           | –       | 4:58,54 min   | 3             | Bronze        |
| Iad Josef Shalabi  | 50 m Freistil S2      | 1:07,52 min | 4       | 1:07,07 min   | 5             | 5             |
| Iad Josef Shalabi  | 100 m Freistil S2     | 2.25,55 min | 4       | 2:24,73 min   | 5             | 4             |
| Iad Josef Shalabi  | 200 m Freistil S2     | –           | –       | 4:58,54       | 4             | 4             |
| Iad Josef Shalabi  | 50 m Rücken S2        | 1:08,37 min | 5       | 1:08,97 min   | 6             | 6             |
| Yoav Valinsky      | 100 m Freistil S6     | 1:14,65 min | 14      | ausgeschieden | ausgeschieden | ausgeschieden |
| Yoav Valinsky      | 100 m Rücken S6       | 1:34,12 min | 11      | ausgeschieden | ausgeschieden | ausgeschieden |
| Yoav Valinsky      | 100 m Brust SB6       | 1:34,31 min | 9       | ausgeschieden | ausgeschieden | ausgeschieden |
| Yoav Valinsky      | 200 m Lagen SM6       | 3:03,88 min | 11      | ausgeschieden | ausgeschieden | ausgeschieden |

### Segeln
| Athleten                             | Wettbewerb                   | Punkte | Rang |
| ------------------------------------ | ---------------------------- | ------ | ---- |
| Shimon Ben Yakov Hagar Zahavi        | Zwei-Mann-Kielboot (SKUD 18) | 64     | 6    |
| Dror Cohen Arnon Efrati Benny Vexler | Drei-Mann-Kielboot (Sonar)   | 68     | 9    |

### Tischtennis
| Athleten              | Wettbewerb              | Gruppe                                     | 1. Runde | 1. Runde | Viertelfinale | Viertelfinale | Halbfinale    | Halbfinale    | Finale        | Finale        | Rang          |
| Athleten              | Wettbewerb              | Gruppe                                     | Gegner   | Ergebnis | Gegner        | Ergebnis      | Gegner        | Ergebnis      | Gegner        | Ergebnis      | Rang          |
| --------------------- | ----------------------- | ------------------------------------------ | -------- | -------- | ------------- | ------------- | ------------- | ------------- | ------------- | ------------- | ------------- |
| Liran Geva            | Einzel (Klasse 3)       | Gabriel Copola (0:3) Florian Merrien (0:3) | -        | -        | ausgeschieden | ausgeschieden | ausgeschieden | ausgeschieden | ausgeschieden | ausgeschieden | ausgeschieden |
| Shay Siada            | Einzel (Klasse 4)       | Il Sang Choi (0:3) Salvatore Caci (3:0)    | -        | -        | ausgeschieden | ausgeschieden | ausgeschieden | ausgeschieden | ausgeschieden | ausgeschieden | ausgeschieden |
| Liran Geva Shay Siada | Mannschaft (Klasse 4–5) | -                                          | Freilos  | Freilos  | Frankreich    | 0:3           | ausgeschieden | ausgeschieden | ausgeschieden | ausgeschieden | ausgeschieden |